# Kobus ellipsiprymnus ellipsiprymnus
Kobus ellipsiprymnus ssp. ellipsiprymnus је подврста класе Mammalia која припада реду Cetartiodactyla. 

## Угроженост
Ова врста није угрожена, и наведена је као последња брига јер има широко распрострањење.

## Распрострањење
Ареал врсте је ограничен на једну државу. 

## Станиште
Станиште врсте су слатководна подручја.